# John Dirk Walecka
John Dirk Walecka (Milwaukee, 11 de março de 1932) é um físico nuclear estadunidense.
Walecka estudou na Universidade Harvard, onde obteve o grau de bacharel em 1954, com um doutorado em 1958 no Instituto de Tecnologia de Massachusetts, orientado por Victor Weisskopf. Em 1958-1959 foi fellow da Fundação Nacional da Ciência na Organização Europeia para a Pesquisa Nuclear (CERN) e depois na Universidade Stanford, onde tornou-se em 1960 Professor Assistente e em 1966 Professor. De 1977 a 1982 foi diretor da Faculdade de Física, tornando-se professor emérito em 1987.
Em 1996 recebeu o Prêmio Tom W. Bonner de Física Nuclear. Em 2009 recebeu a Medalha Feenberg.
Em 2000 foi editor das notas de aula sobre mecânica estatística de Felix Bloch (World Scientific).

## Obras
- Theoretical nuclear and subnuclear physics, Oxford University Press 1996
- com Alexander L. Fetter: Quantum theory of many particle systems, McGraw Hill 1971, Dover 2006
- com Fetter: Theoretical mechanics of particles and continua, McGraw Hill 1980, Dover 2003
- com Fetter: Nonlinear Mechanics, Dover 2006
- Introduction to General Relativity, World Scientific 2007
- Introduction to Modern Physics - Theoretical Foundations, World Scientific 2008
- Electron scattering for nuclei and nucleon structure, Cambridge University Press 2001
- com T. W. Donnelly Electron scattering and nuclear structure, Annual Review of Nuclear Science, Bd.25, 1975, S.329-405
- Advanced Modern Physics, World Scientific Publishing, 2010
- Topics in Modern Physics: Theoretical Foundations, World Scientific Publishing, 2013